# ユールゴーデンIF (女子)
ユールゴーデンIF (女子)（スウェーデン語：Djurgården Idrottsförening Fotbollsförening）はスウェーデンのストックホルムを本拠地とし、21部門を持つマルチスポーツクラブであるユールゴーデンIFの女子プロサッカーチーム。スウェーデンの女子サッカーリーグ・ダームアルスヴェンスカンに所属。

## 歴史
創立は1960年でスヴェンスカ・クッペン・ダメルでは3度の優勝を経験。2012年に11位で降格してからエリテッタンには3シーズン所属後にダームアルスヴェンスカンに復帰した。
2003年、当時ダームアルスヴェンスカンを5回優勝経験のあるアルヴシェAIKと合併し、2006年まではユールゴーデンIF/アルヴシェとして活動していた。

## 獲得タイトル

### 国内

#### リーグ戦
- ダームアルスヴェンスカン
  - 優勝 (2): 2003、2004
  - 準優勝 （3）: 1991、2006、2007
- エリテッタン（英語版）（女子2部）
  - 準優勝 （1）: 2015
- ディビジョン1 ノーラ（英語版）（女子3部）
  - 優勝 (2): 1988、1996
  - 準優勝 (1): 1995

#### カップ戦
- スヴェンスカ・クッペン・ダメル
  - 優勝 (3): 1999–2000、2004、2005
  - 準優勝 (3): 1998–1999、2001、2010

### 国外
- UEFA女子カップ(UEFA女子チャンピオンズリーグ）
  - 準優勝 (1): 2004-05

## 現所属メンバー
2024年2月12日現在
注：選手の国籍表記はFIFAの定めた代表資格ルールに基づく。
| No. | Pos. |                  | 選手名                     |
| --- | ---- | ---------------- | -------------------------- |
| 2   | DF   | スウェーデン     | エレン・ギブソン           |
| 3   | DF   | ロシア           | アレクサンドラ・ロバノバ   |
| 4   | DF   | スウェーデン     | サンナ・カルバーグ         |
| 5   | DF   | スウェーデン     | ジュリア・ワレントヴィッツ |
| 6   | DF   | デンマーク       | カミラ・カールセン         |
| 7   | FW   | アメリカ合衆国   | ヘイリー・ダウド           |
| 8   | MF   | スウェーデン     | ネリー・リリヤ             |
| 9   | FW   | コンゴ民主共和国 | フラビン・マウェテ         |
| 10  | MF   | スウェーデン     | ティルデ・リンドウォール   |
| 11  | MF   | デンマーク       | テレーズ・アズランド       |
| 12  | MF   | スウェーデン     | エバ・ウィーダー           |
| 14  | MF   | スウェーデン     | アグネス・ヘドマン         |
| 15  | GK   | スウェーデン     | エルヴィラ・ビョルクルンド |

| No. | Pos. |                | 選手名                               |
| --- | ---- | -------------- | ------------------------------------ |
| 16  | FW   | スウェーデン   | スティナリサ・ヨハンソン             |
| 17  | FW   | スウェーデン   | サラ・リリヤ・ヴィドルンド           |
| 18  | FW   | スウェーデン   | アリス・バーグストロム               |
| 19  | FW   | スウェーデン   | ロバ・ルンディン                     |
| 21  | DF   | ガーナ         | ポーシャ・ボアキー                   |
| 22  | MF   | スウェーデン   | トーベ・アルムクヴィスト             |
| 23  | DF   | スウェーデン   | ベアタ・コルマッツ                   |
| 27  | MF   | 日本           | 小山史乃観                           |
| 28  | MF   | スウェーデン   | ネア・フライボーグ                   |
| 29  | DF   | スウェーデン   | マチルダ・プラン                     |
| 30  | GK   | アメリカ合衆国 | ケイトリン・タルバート               |
| 31  | FW   | スウェーデン   | オリヴィア・レンディン・ショーブロム |

## 歴代所属選手
- 小山史乃観 2024-